# Semenzella
Semenzella è una pièce teatrale scritta e diretta da Sandro Dionisio, con Tina Femiano e Carmen Femiano. 

## Trama
Semenzella (Tina Femiano), una donna semplice divisa tra famiglia e barricate improvvisate, sale su un olivo della propria terra, Terzigno, a bruciare la bandiera italiana. Un testo per voce e coro, ispirato ai fatti di cronaca avvenuti a Terzigno e Boscoreale nel 2010, quando i manifestanti abitanti del comune si scontrarono con le forze dell'ordine; tali disordini avvennero in seguito alla decisione, presa dall'allora presidente della regione Campania Caldoro, di aprire una seconda discarica di smaltimento rifiuti nella zona. Semenzella e le corifee affronteranno la sfida perdendosi nelle strofe delle canzoni popolari e nella mitologia della propria terra, affrontando però la violenza degli scontri con le forze dell'ordine. Il prologo è costituito da un omaggio di Erri De Luca alla gente di Terzigno. Le musiche sono composte da Nando Misuraca, Gaemaria Palumbo e Panoramics. La proiezione di una partitura video originale curata da Matteo Ciotola, talento prestato al teatro dalle file del corso di Cinema dell’Accademia di Belle Arti di Napoli, accompagna i movimenti e le interpretazioni delle attrici; tra questi sono stati inseriti i reperti video originali degli scontri avvenuti con le forze dell'ordine nel 2010.

## Rappresentazioni e adattamenti
- 28 febbraio-2 marzo 2014, presso il nuovo Teatro Sanità, Napoli[8] - Con Tina Femiano, Carmen Femiano, Monica Cipriano e Francesca Fedeli. Regia di Sandro Dionisio
- 24 agosto 2016, presso il Chiostro di S.Domenico Maggiore di Napoli[9] - Con Tina Femiano, Carmen Femiano, Simona Pipolo. Partitura video: Matteo Ciotola. Regia di Sandro Dionisio.